# 大分県立佐賀関高等学校
大分県立佐賀関高等学校（おおいたけんりつ さがのせきこうとうがっこう）は、かつて大分県大分市（旧北海部郡佐賀関町）に所在した公立の高等学校である。略称は関高。2007年3月31日に閉校した。
以下は特記しない限り、閉校時点での情報である。

## 設置学科
- 普通科
  - 進学コース
  - 情報処理コース

## 所在地
- 〒879-2201 大分県大分市大字佐賀関1001番地

## 概要
大分県立佐賀関高等学校は、大分市東部の佐賀関半島の佐賀関に位置し、2005年（平成17年）1月1日に合併して大分市となるまでは、佐賀関町に所在する唯一の高等学校であった。
生徒数の減少により、大分県が定めた生徒募集停止基準に沿って2005年度（平成17年度）から生徒の募集を停止し、すべての在校生が卒業した2007年（平成19年）3月をもって閉校となった。

## 沿革
- 1948年（昭和23年）6月 - 大分県立臼杵高等学校佐賀関分校として開校。
- 1964年（昭和39年）4月 - 大分県立東豊高等学校から独立し、大分県立佐賀関高等学校となる。
- 1987年（昭和62年）1月 - 佐賀関町金山台地に移転。
- 1992年（平成4年）4月 - 普通科に進学コース及び情報処理コースを設置。
- 2004年（平成16年）7月28日 - 2005年度からの生徒募集停止決定。
- 2007年（平成19年）3月31日 - 閉校。

## その他
- 2007年公開の映画『恋空』では、閉校後の本校の校舎が「北崚高校」として撮影に使用されている。
- 卒業証明書などの証明書発行事務は、大分東高校が引き継いでいる。